# Жилимди
Жилимди́ (каз. Жылымды) — село у складі Зерендинського району Акмолинської області Казахстану. Входить до складу Булацького сільського округу.
Населення — 218 осіб (2021; 189 у 2009, 207 у 1999, 378 у 1989).
Національний склад станом на 1989 рік:
- казахи — 100 %.